# El doncel de don Enrique el doliente

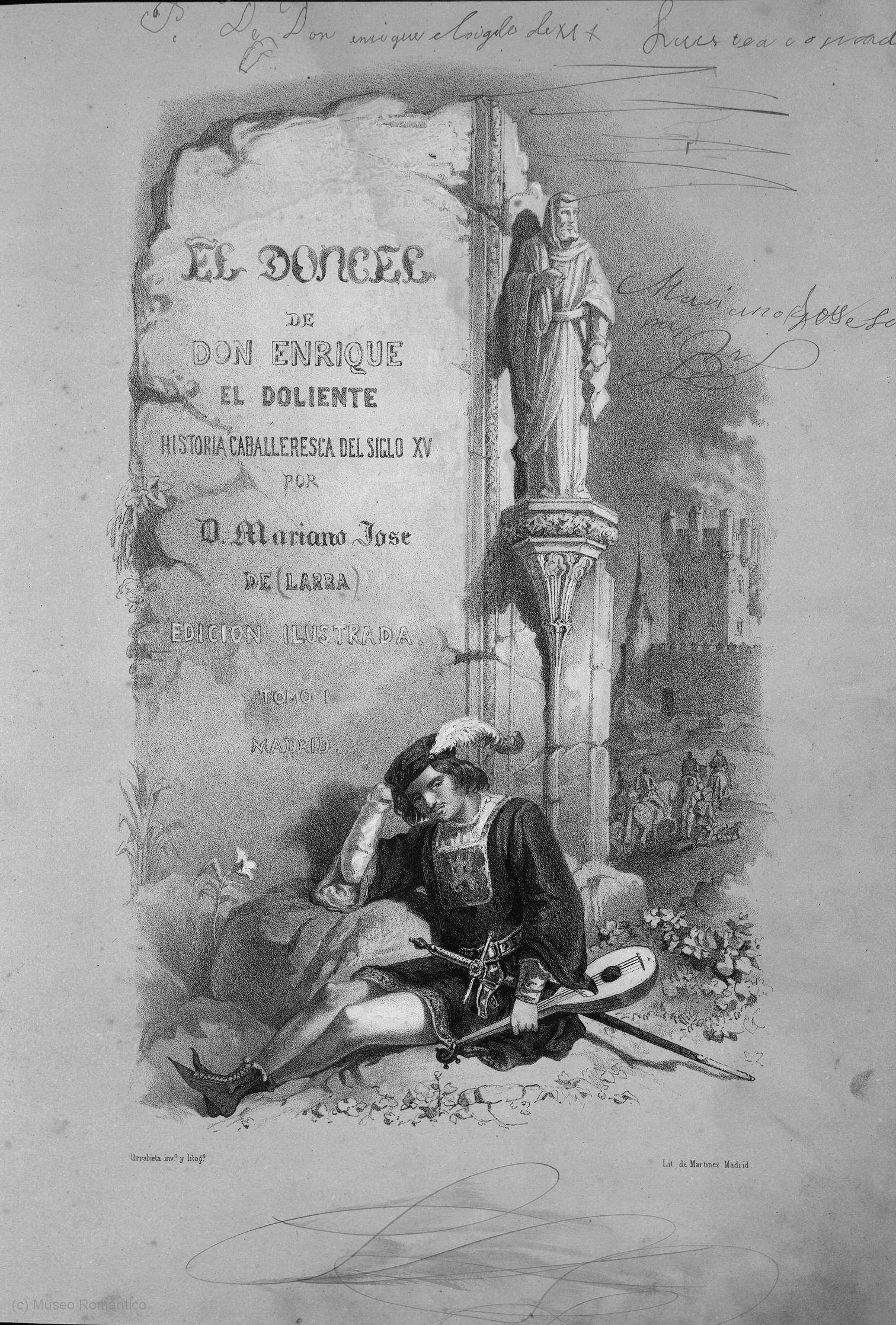
Portada de una edición ilustrada de El doncel de don Enrique el doliente (1852-1854) con litografía de Urrabieta

El doncel de don Enrique el Doliente es una novela romántica de Mariano José de Larra, cuya trama caballeresca se sitúa en el siglo XV, durante el reinado de Enrique III de Castilla, conocido como «el Doliente» por sus constantes enfermedades.
Sus cuarenta capítulos fueron publicados por vez primera en 1834. El asunto principal es un drama caballeresco emparentado con la novela histórica y piezas teatrales de este género como El trovador, de Antonio García Gutiérrez. Esta es la única novela de Larra, célebre publicista. 
Hombre de existencia románticamente convulsa, prestigioso articulista en la época del primer florecimiento del periodismo en España, la exitosa vida profesional de Larra contrasta con sus sonados fracasos amorosos, que le llevaron a suicidarse a sus veintiocho años. El doncel de don Enrique el Doliente recrea las peripecias de Macías, el eterno trovador enamorado de una dama casada. Los celos del marido provocan la muerte del doncel, comparablemente al mismo autor, que pondría fin a su vida por un fracaso sentimental.

## Trama

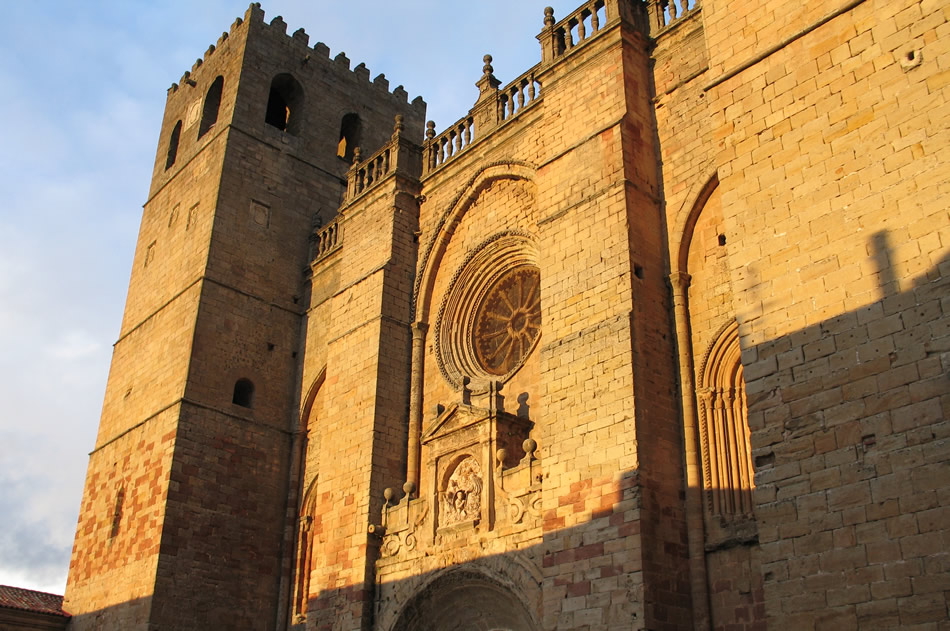
Catedral de Sigüenza

Gira en torno al adulterio de Macías y Elvira, dama de alta alcurnia castellana que ha casado con Fernán Pérez de Vadillo, hidalgo y prominente miembro de la corte de Enrique III. Precisamente es el rey y su corte quienes sirven de marco histórico para la novela.
Enrique de Villena, tío del rey, desea deshacerse de su esposa María de Albornoz para convertirse en maestre de la Orden de Calatrava. Elvira, camarera de doña María, pretende frustrar las intrigas de Villena, con la ayuda de Macías. Pero Fernán Vadillo descubre el engaño de su mujer y mata a Macías, mientras que Elvira pierde la razón.

## Análisis
Los cuarenta capítulos de la novela intentan dejar en el lector la idea de que es un relato ficticio ideado por el autor, pero que tiene raíces históricas. El primero es una breve introducción, que explica el contexto histórico.

Es factible considerar la hipótesis de que Larra se considerase un álter ego del trovador, pues que ambos sufren de amores desgraciados. El tema del amor desesperado es vital en la novela, sin límites ni barreras.

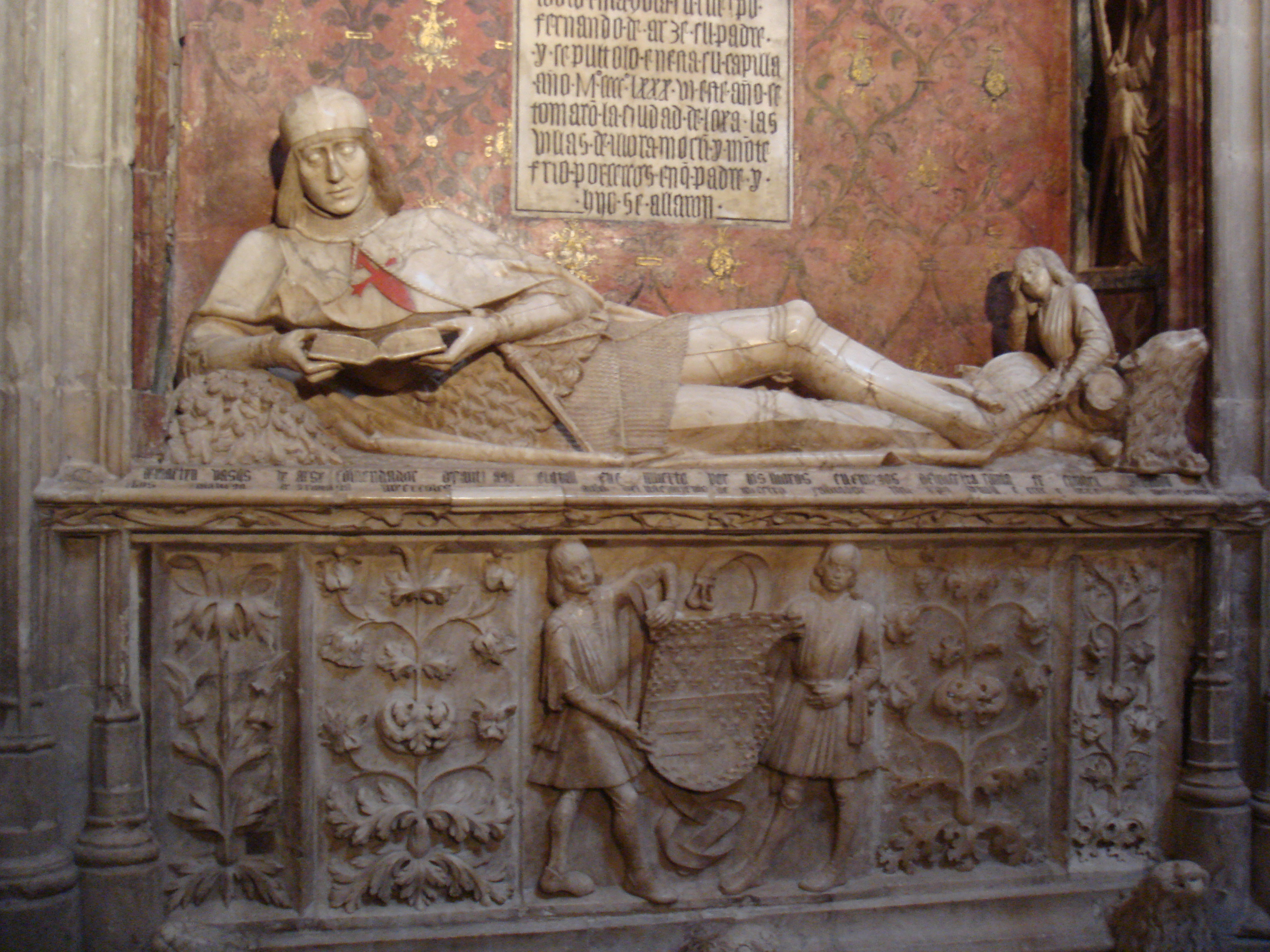
Sepulcro del doncel en la catedral de Sigüenza.

El asunto evoca la corte del rey Enrique el Doliente, soberano de la Corona de Castilla entre 1390 y 1406. La frágil salud física del monarca provocó un caos político alentado por su hermano don Fernando de Antequera. El rey se enfrenta a una enfebrecida nobleza que intenta aprovecharse de la inestabilidad que provocó la matanza de judíos de 1391, siendo él menor de edad.
El personaje de Macías está inspirado en la figura de Martín Vázquez de Arce, un doncel castellano, paje de la poderosísima familia de Mendoza, diestro en letras y armas. Murió peleando en la guerra de Granada contra los moros y se convirtió en símbolo del doncel perfecto. Se encuentra aún su tumba en la catedral de Sigüenza, en la capilla de san Juan y santa Catalina, con estatua semiyacente que el pueblo conoce como «el doncel de Sigüenza». La tumba posee un magnífico conjunto escultórico en el que el doncel, reclinado, lee un libro y lleva pintada la cruz de la Orden de Santiago. La singularidad del personaje ha hecho mella en la personalidad de Sigüenza como ciudad.

## Personajes
- Macías, trovador y enamorado de Elvira.
- Elvira, mujer de Fernán Pérez de Vadillo.
- Fernán, prototipo del noble castellano, esposo de Elvira.
- Enrique de Villena, tío del rey y marido de doña María. Ambicioso, desea hacerse con el liderazgo de la Orden de Calatrava.
- María de Albornoz, mujer de Enrique, patrona de Elvira.

Macías, enamorado de la casada Elvira, pretende recuperarla e impedir que Enrique de Villena la sacrifique para ser maestre de Santiago. Tras un laberinto de lances, disfraces, duelos y peripecias, muere Macías, enloquece Elvira y fracasa Enrique de Villena.